# Бонилья, Кристиан
Кристиан Бонилья (исп. Cristian Harson Bonilla Garzón; род. 2 июня 1993[…], Супия, Кальдас) — колумбийский футболист, вратарь американского клуба «Сан-Антонио». Участник чемпионата мира 2014 года и Олимпийских игр 2016 года в Рио-де-Жанейро.

## Клубная карьера
Бонилья дебютировал за «Бояка Чико» в возрасте 16 лет в матче Кубка Колумбии. В 2010 году он принял участие в нескольких матчах чемпионата. 1 июня 2012 года Кристиан перешёл в «Атлетико Насьональ» на правах аренды с правом последующего выкупа.
Основные вратари «Атлетико» Гастон Пеццути и Франко Армани были травмированы, и поэтому Бонилья сразу получил шанс проявить себя.
23 июля 2012 года в финальном матче кубка Колумбии против «Атлетико Хуниор» Кристиан дебютировал за новую команду. Его команда одержала победу, а вратарь выиграл свой первый трофей. 29 июля в матче против «Депортиво Кали» Бонилья дебютирует в колумбийской Примере.
Свой второй трофей Кристиан выиграл в финале Суперкубка Колумбии против «Депортиво Пасто». 24 ноября в матче против «Итагуи» Бонилья впервые с момента своего прихода в клуб остался на скамейке запасных, уступив место в основе восстановившемуся Пеццутти. В составе «Атлетико» Кристиан трижды выиграл чемпионат страны.
В начале 2015 года Бонилья для получения игровой практики перешёл в «Ла Экидад». 7 марта в матче против «Мильонариос» он дебютировал за новую команду. 1 января 2016 года Бонилья вернулся в «Атлетико Насьональ». В том же году он стал обладателем Кубка Либертадорес в составе клуба.

## Международная карьера
В 2009 году Кристиан был участником юношеского чемпионата мира в Нигерии. На турнире он сыграл в матчах против сборных Нидерландов, Ирана, Гамбии, Аргентины, Турции и Швейцарии.
В 2011 году Бонилья поехал в Перу на молодёжный чемпионат Южной Америки. На турнире он был запасным вратарём и на поле не вышел. Летом того же года Кристиан принял участие в домашнем молодёжном чемпионате мира. На турнире он сыграл в матчах против команд Франции, Мали, Северной Кореи, Коста-Рики и Мексики. В том же году Кристиан в составе молодёжной сборной выиграл любительский Турнир в Тулоне.
В начале 2013 года в составе молодёжной сборной Колумбии Бонилья стал победителем молодёжного чемпионата Южной Америки в Аргентине. На турнире он сыграл в матчах против команд Боливии, Эквадора, Уругвая, Перу и дважды Парагвая и Чили.
Летом того же года Кристиан принял участие в молодёжном чемпионате мира в Турции. На турнире он сыграл в матчах против команд Австралии, Турции, Сальвадора и Северной Кореи.
В 2014 года Бонилья попал в заявку сборной на чемпионат мира в Бразилии. На турнире он был третьим вратарём и на поле не вышел.
Летом 2016 года Кристиан раз принял участие в Кубке Америки в США. На турнире он был запасным и на поле не вышел. В августе в составе олимпийской сборной Колумбии Бонилья принял участие в Олимпийских играх в Рио-де-Жанейро. На турнире он сыграл в матчах против команд Швеции, Японии Нигерии и Бразилии.

## Достижения

### Командные

#### «Атлетико Насьональ»
- Чемпион Колумбии: Апертура 2012, Финалисасьон 2013, Апертура 2014
- Обладатель Кубка Колумбии: 2012, 2013, 2016
- Обладатель Суперлиги Колумбии: 2012
- Обладатель Кубка Либертадорес: 2016

### Международные
- Бронзовый призёр Кубка Америки: 2016